# منتخب غواتيمالا تحت 17 سنة لكرة القدم
منتخب غواتيمالا تحت 17 سنة لكرة القدم (بالإسبانية: Selección de fútbol sub-17 de Guatemala)‏ هو ممثل غواتيمالا الرسمي في المنافسات الدولية في كرة القدم في فئة كرة قدم تحت 17 سنة للرجال، يديريه اتحاد غواتيمالا لكرة القدم.